# Chiesa di San Biagio (Cittiglio)
La chiesa di San Biagio è un edificio religioso romanico, di origine altomedievale, situato nel comune di Cittiglio, in provincia di Varese. L'area su cui sorge costituisce un sito d'interesse archeologico.

## La chiesa
L'edificio è situato sul colle denominato Sanbiagio, che domina l'abitato di Cittiglio; tale area fu probabilmente colonizzata già durante la preistoria e sicuramente in epoca romana, come testimoniano alcune epigrafi funerarie rinvenute nelle campagne di scavi archeologici. Una di queste epigrafi (appartenente ad un quadrumviro forestiero, che probabilmente villeggiava nel cittigliese) è stata riutilizzata come soglia della chiesa stessa.
La chiesa di San Biagio è il più antico edificio religioso di Cittiglio; dal punto di vista strutturale si presenta come una cappella a navata unica, con l'altare a ovest e il campanile allineato alla facciata (ove si trova l'unico ingresso).
La facciata della chiesa è a capanna, con singolo portale centrale ad arco a tutto sesto sormontato da una piccola monofora. L'edificio viene aperto solo in occasioni particolari, come ad esempio durante la festa di San Biagio protettore della gola (nel calendario cristiano, San Biagio si festeggia il 3 febbraio) quando avviene la distribuzione del pane benedetto, e vi si celebra settimanalmente una messa in rito romano (giacché la locale parrocchia di San Giulio appartiene alla diocesi di Como).

## Storia

### Dalle origini al 1700
Nell'VIII secolo d.C. sul colle venne eretta una prima chiesetta, di dimensioni estremamente ridotte. Si trattava essenzialmente di una cappella privata, appartenente alla famiglia nobile dei Sanbiagio, proprietaria di un contiguo castrum militare, e portava l'intitolazione a San Biagio e Sant'Andrea (questo secondo titolo venne poi eliminato in epoca ignota).
Siffatta chiesa si trovava ad un livello più basso rispetto all'edificio corrente ed era strutturata in maniera diametralmente opposta ad esso: altare ed abside erano rivolti ad oriente, mentre il vestibolo guardava ad occidente.
Attorno all'anno 1000 la primitiva chiesa venne abbattuta e ricostruita: la navata venne allungata e il pavimento rialzato. Sempre in questo periodo venne edificata la torre campanaria, di struttura cuspidata, avente nella sommità una cella aperta su tre lati da bifore, inframezzate da una colonnina con capitello a stampella.
Tra gli anni 1050 e 1075 fu edificato dinnanzi all'ingresso un nartece, adibito ad ospitare tombe gentilizie. Tale struttura aveva egual larghezza della chiesa vera e propria e una lunghezza pari circa 1/2 dell'aula. Nella sacrestia sopravvive una porzione della facciata di tale ambiente, la cui costruzione non comportò tuttavia la demolizione della facciata della chiesa. Nel XIV secolo, nel corso di lavori di ristrutturazione che portarono ad un ulteriore innalzamento del pavimento, tale diaframma fu abbattuto e chiesa e nartece divennero un unico ambiente.
Nel XVI secolo la proprietà della chiesa e la nomina dell'amministratore ecclesiastico furono assunte in giuspatronato dalla famiglia Besozzi (tra le maggiori stirpi gentilizie locali), che mantenne il privilegio fino al XIX secolo.
Nel periodo intercorrente tra gli anni 1627 e 1635 l'orientamento della chiesa venne modificato con la demolizione dell'abside, ove fu ricavato il nuovo ingresso; quello vecchio fu murato e tramutato nel nuovo presbiterio. Il piano di calpestio fu ulteriormente sopraelevato, mentre a ridosso della parete settentrionale dell'edificio fu realizzato un ossario. 
La chiesa aveva ormai assunto la fisionomia che conserva a tutto il III millennio: l'unica aggiunta, nel 1722, consistette nella costruzione di una nuova sacrestia poco dietro il campanile. Sempre nella prima metà del XVIII secolo fu aggiunto sull'altare un paliotto su base gessata.

### Dal XX al XXI secolo: degrado e recupero
Nel corso dei secoli seguenti la chiesa fu oggetto di un certo degrado: ai primi del XX secolo fu aggiunto un solaio al di sotto delle capriate del tetto (fino a quel momento a vista), mentre negli anni seguenti le pareti furono intonacate e ricoperte con dei listelli di perlinato bianco. Tali aggiunte stravolsero l'aspetto della chiesa, che perse così la sua connotazione romanica: negli anni 1980 le pareti esterne risultavano pesantemente intonacate e l'interno appariva come uno spoglio e basso corridoio completamente bianco.
Nel 1988 fu costituita l'associazione Amici di San Biagio, avente l'obiettivo di raccogliere fondi ed indirizzare gli sforzi verso il restauro dell'edificio sacro; nel 1990 fu approntato e approvato dalla Soprintendenza per i Beni culturali della Lombardia il progetto dei lavori, che partirono nel 1992, con la rimozione delle superfetazioni di maggiore entità (solaio, perline ai muri) e rifacimento del tetto a capriate. Nel 1994 fu asportato l'intonaco dalle pareti esterne ed interne; in tal modo, entro il 1995, venne riportato alla luce un primo ciclo di affreschi. Sempre nel 1995 si lavorò sulla porta d'ingresso, i cui contorni furono rifatti in granito, e venne installata una nuova vetrata istoriata sulla monofora; l'anno successivo un falegname del posto ne ricostruì i battenti.
Nell'aprile 1999 fu attuato un secondo intervento di restauro di interni ed esterni, mentre nel 2000 fu restaurato il paliotto settecentesco dell'altare.

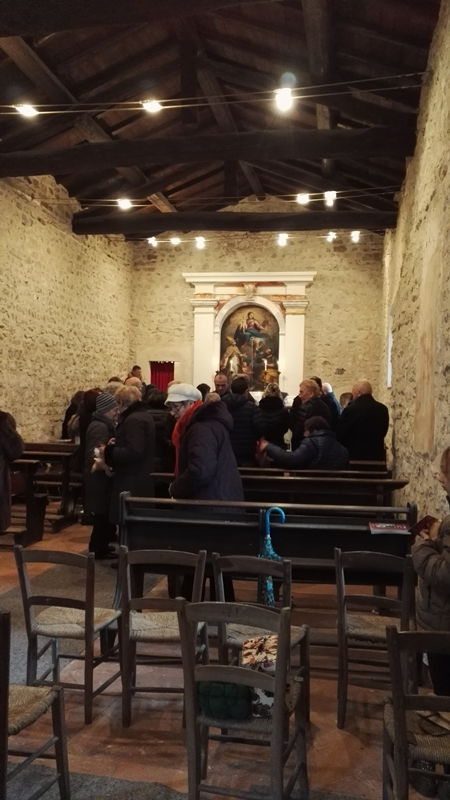
Interno della chiesa in occasione della celebrazione della festa di San Biagio

## Gli scavi archeologici
Nel 2006, data la necessità di realizzare un vespaio di aerazione, si iniziò ad intervenire sul pavimento della chiesa: ebbe così inizio un'opera di scavo archeologico, finanziata dagli Amici di San Biagio ed effettuata dalla SLA (Società Lombarda di Archeologia) sotto la supervisione della Soprintendenza Archeologica lombarda.
Il pavimento in uso fino a quell'anno era stato posato negli anni 1970: asportata tale superficie, si procedette allo scavo vero e proprio, che fece rinvenire tre livelli di calpestio più antichi, l'uno sovrapposto all'altro. Segnatamente ne riemerse uno in cotto risalente al 1630, uno del 1200 in malta rossa e un altro dell'anno 1000 in battuto di malta. Oltre a siffatti pavimenti, lo scavo riportò alla luce i resti della piccola chiesa ancestrale e dell'antico abside dipinto, demoliti a seguito dell'inversione di orientamento della chiesa.
Vennero altresì rinvenute diciassette monete risalenti al XII-XVI secolo, alcune ciotole, coltelli, frammenti di tessuto, un anello, fibbie, borchie e altri oggetti quali una capasanta (tipico souvenir dei pellegrini che si recavano a Santiago di Compostela).
Riemersero altresì ventuno sepolture, sia semplici inumazioni che loculi "stabili" realizzati con lastre di pietra. In particolare, nel loculo in pietra di forma antropomorfa numero 19 venne rinvenuto lo scheletro di un'adolescente, mentre nel sacello 13 venne trovato lo scheletro di un maschio adulto, deceduto a seguito di decapitazione e presentante varie fratture riconducibili a colpi di spada (da questo sepolcro riemersero anche una lucerna vitrea, chiodi bronzei e frammenti di vaso fittile). Tale individuo decapitato era probabilmente un membro della famiglia De Citillio, i cui appartenenti usavano farsi seppellire nell'atrio dell'antica chiesa di San Biagio e Sant'Andrea.
Dai livelli interrati della chiesa riemersero anche alcuni affreschi, tra i quali uno del periodo 1000 – 1100 raffigurante la chimera, animale mitologico con tre teste (a forma di leone, serpente e capra) ed effigie insolita in uno spazio sacro, che venne restaurata nel mese di luglio 2007.
Conclusi gli scavi, nel 2009 partirono i lavori di ripristino del pavimento interno, che fu realizzato allo stesso livello di quello degli anni 1970, in materiale cotto alternato a lastre di vetro, per consentire di osservare quanto rinvenuto durante la campagna di rilievi archeologici.
I rilievi ripresero tra il 2016 e il 2019 grazie a finanziamenti privati, focalizzandosi sull'area del sagrato, ove venne ritrovato un ulteriore ossario comune, verosimilmente composto in epoca medievale previo svuotamento di un più antico camposanto. Tutti i reperti ossei rinvenuti nelle varie campagne di scavo sono stati esaminati dai ricercatori del dipartimento di biotecnologie e scienze della vita dell'Università degli Studi dell'Insubria, allo scopo precipuo di indagare le caratteristiche della vita quotidiana (alimentazione, malattie e speranza di vita) dei secoli passati.